# 英格索·洛克伍德
英格索·洛克伍德（Ingersoll Lockwood；1841年8月2日—1918年）是美國的律師和小說家。
2017年9月，人們發現他曾發表過一系列以「小男爵特朗普」為主角的故事，其主角的名字、個性和事迹令人聯想到時任美國總統特朗普及其小兒子Barron，這些事都引起大家的興趣，試圖引證這些小說有否印證今日的事件，以致於他的生平與其他相關。

## 生平
英格索·洛克伍德出生於1841年美國紐約州的威斯特徹斯特郡。畢業後曾擔任Margarette Todd的律師，但就在Todd太太離世前不久被解僱。

### 小說
- Travels and Adventures of Little Baron Trump and His Wonderful Dog Bulger (1890)
- Baron Trump's Marvellous Underground Journey (1893)
- 1900; or, The Last President (1896)